# Maquette
Maquette — компьютерная игра и приключенческая головоломка, разработанная Graceful Decay и выпущенная Annapurna Interactive в марте 2021 года для PlayStation 4, PlayStation 5, Windows, а также в мае и июле 2023 года для Nintendo Switch, Xbox One и Xbox Series X/S. Игрок попадает в волшебное рекурсивное измерение, где для решения головоломок требуется перемещать объекты между рекурсивными измерениями разных размеров, чтобы открывать доступ к недоступным участкам.
Maquette начала разрабатываться ещё в 2010 году, как проект одного разработчика Хэнфорда Лемура, затем Annapurna предложила профинансировать проект, Хэнфорд собрал команду разработчиков. Механика рекурсивного мира позволяла создавать в теории бесконечное количество вариантов головоломок. Позже Хэнфорд решил вплести в игру сюжет с любовной историей.
Оценка игры была смешанной. Критики хвалили Maquette за её визуальный стиль, музыку, убедительную историю, а также саму концепцию рекурсивного мира, заметив, что у такой концепции имеется огромный потенциал. Основным предметов негативной критики стали ошибки, допущенные при дизайне уровней, которые могут портить головоломки иногда не позволят понять, какой цели требуется добиться.

## Игровой процесс
Мир Maquette представляет собой замкнутое рекурсивное пространство, которое воспроизводит себя в разных размерах. Игрок видит рекурсии в форме уменьшенных макетов локаций и то, что сами локации стоят в форме макета на куда более крупной локации на горизонте. Игрок путешествует между локациями-диорамами и решает головоломки, чтобы получить доступ к новым помещениям.  
Все изменения, происходящие в каждой рекурсии отражаются и на других рекурсиях. Суть головоломки в игре сводится к тому, чтобы перемещать или вращать объекты в малой рекурсии, например разместить крошечную лестницу, чтобы открывать доступ к проходу через эту самую лестницу или переставить мебель. Игрок может также размещать в малой рекурсии предметы из своей рекурсии, чтобы обнаружить их увеличенные версии в своей рекурсии, это также позволяет подобраться к недоступным этажам и дверям. Наоборот, если какие то объекты слишком крупные, их можно переместить за пределы локации, в увеличенную рекурсию, чтобы затем подобрать его уменьшенную версию. По мере прохождения игра открывает доступ к нескольким механиками, например возможность в уменьшенном размере открывать дверные проемы или активировать кристаллы, чтобы открывать ворота.
По мере прохождения игрок встречает аудиозаписи и читает фрагменты текста, повествующие о Майкле, встретившего Кензи, девушку в кофейне в Сан-Франциско. В начале они развивают любовные отношения, но затем ссорятся и расстаются, Майкл переживает расставание и концовка игры завершается его душевным исцелением. Мир Maquette воплощает внутренние переживания героя, что отражается на характере локаций и сложности их головоломок. Игра поделена на семь глав, каждая из которой воплощает разный этап отношений Майкла. Развитие любовных отношений представлено локацией с ярким куполом в сказочном стиле. После разрыва отношений, локации становятся более мрачными и монохромными. Голоса Майкла и Кензи озвучивает голливудская пара Сет Гейбл и Брайс Даллас Ховард.

## Создание
Maquette стала дебютным проектом независимой студии Graceful Decay. Разработкой руководил Хэнфорд Лемур. Разработка велась удалённо, из нескольких городов США, например главный геймдизайнер работал в Нью-Йорке, а звукорежиссёр — в Окленде. Над игрой работало 15 — 16 человек.

### Предпосылки
Игровой мир рекурсивен, то есть существует внутри себя одновременно и игрок может манипулировать размерами объектов. Эту концепцию Хэнфорд Лемур придумал ещё в 2010 году и в свободное время работал над прототипом, в котором для взаимодействия использовались блоки и цилиндры. Для создания рекурсивного мира геймдизайнер прописал код, позволяющий дублировать все объекты на сцене, в то числе параллельно воспроизводить находящиеся в движении объекты, после чего он изменил их пропорции. Хэнфорд был удивлён, на сколько сложные и непредсказуемые сценарии можно создать с физическим движком, позволяя переносить объекты между разными масштабами для преодоления препятствия. Хэнфорд случайно «раздавил» своего персонажа увеличенной версией предмета и обнаружил, что эту проблему можно решить, добавив крышу. Так был создан купол, который в итоге был доработан до основного здания в игре. В качестве источников вдохновения Хэнфорд упоминал прототипы игр, демонстрировавшихся на конференциях разработчиков игр в конце 2000-х годов, среди которых например была The Unfinished Swan.
Прототип игры демонстрировался на Game Developers Conference в 2011 году, который ещё тогда приметили представитель Annapurna. Они связались с Хэнфордом в 2016 году, удивившись отсутствием каких либо новостей по выпуску его игры и предложили сами профинансировать разработку. Тогда Лемур основал студию Graceful Decay и собрал команду, работающую на удалении. Вскоре началась пандемия COVID-19 и карантинная изоляция. Работа на удалении позволила дальше заняться разработкой.

### Разработка
Дизайн уровней представлял собой исследования, череду открытий. однако игра создавалась более линейной,  чем например The Witness. Головоломки создавались так, чтобы игрок должен был обращаться к опыту и знаниям, полученным для решения предыдущих головоломок. В локации также были встроены подсказки в виде царапин на стене или растений, растущих из трещин. Прописать код с рекурсивным миром было просто, гораздо сложнее было создать игровые уровни с учётом рекурсии. Для этого разработчикам приходилось прибегать к функциональному анализу геометрии.
Представленный в игре мир разработчики называли ожившими воспоминаниями из альбома для рисования. Сюжетная линия стала основой для дизайна игровых локаций и темпа игры. В ранней версии Хэнфорд хотел внедрить сюжет, где главный герой оказался заперт злым волшебником в рекурсивном измерении и конечная цель заключалась в побеге из этого мира, или его разрушении. Хэнфорд был недоволен историей, назвал её слишком клишированной. Разработчику нравились повествовательные игры с приземлённым сюжетом и в какой то момент он наткнулся на историю с неудавшейся любовью. Хэнфорду она очень понравилась, но эта история никак не сочеталась с прохождением уровней. В какой то момент Хэнфорд начал проводить параллели между историей и уже существующими локациями и предложил идею игрового мира, как фантастической аллюзии на эту историю. Хэнфорд упоминал, что на такое решение его подтолкнул успех игры Gone Home.
Над художественным стилем локаций работал арт-директор Тим Дулен и концепт-художник Эдди Хиностроза. Майк Ясони затем воссоздавал локации в трёхмерном пространстве. Художники получали от Хэнфорда грубые эскизы локаций, созданных для решения головоломок. Каждое здание прорабатывалось так, чтобы его можно было сразу распознать и отличить от других, в том числе узнать его уменьшенные или увеличенные версии, что было важно в игре про рекурсии. Так как все локации были спрятаны под куполом, для каждого игрового пространства надо было создать отдельный невидимый световой прожектор.
Игра была выпущена для ПК и PlayStation в 2021 году, после чего велась разработка версий для Xbox и Nintendo Switch. Создания порта для Switch было сопряжено с трудностями из-за проблем с оптимизацией. Игра вышла бесплатно на PS Plus для владельцев консоли PlayStation 5. В версию для PS5 была внедрена вибрация при падении крупных объектов.

## Музыка и звуковой дизайн
В игру встроен так называемый рекурсивный звук. Когда игрок взаимодействует с предметами, их увеличенные и уменьшенные версии также перемещаются и издают звук. Звук одного и того же предмета, но разных размеров совершенно разный. С этим была связана основная трудность в разработке звукового дизайна. У интерактивных предметов есть несколько вариантов звука — его нормальной, уменьшенной и увеличенной версиях. Также разработчики ввели скорость звука, чтобы звуки, издаваемые огромными объектами на дальних расстояниях были слышны с небольшой задержкой.
Для озвучивания персонажей благодаря личным связам продюсера Annapurna Interactive были приглашены известные голливудские актёры, как и к предыдущим играм от Annapurna, вроде Twelve Minutes или Open Roads. Хэнфорд изначально планировал привлечь к проекту двух актёров и назвал Брайс Даллас и Сета Гейбла идеальной парой для озвучивания персонажей. Они в том числе предлагали собственные идеи для сюжета.

Ещё до того, как прописать в игру сюжет с любовной парой, Хэнфорд считал, что музыка должна была только отражать эстетику и характер игровых уровней, решив нанять композитора для этой цели. После введения истории с любовью, музыка должна была отражать разные этапы в развитии отношений, в том числе взлёты и падения. Хэнфорд решил включить в игру песни музыкальных групп, выступавших у залива Сан-Франциско, где также разворачивается основная история в игре. На поиск подходящих песен ушло несколько лет.
| №   | Название                     | Автор(ы)                           | Длительность |
| --- | ---------------------------- | ---------------------------------- | ------------ |
| 1.  | «San Franciscan Nights»      | Габор Сабо, The Caifornia Dreamers | 3:12         |
| 2.  | «Tidal Waves»                | Meredith Edgar                     | 3:30         |
| 3.  | «There Are No Words for You» | Cody Predum                        | 2:41         |
| 4.  | «Meridian»                   | Cannons & Clouds                   | 3:25         |
| 5.  | «Dolores Park»               | Cannons & Clouds                   | 5:07         |
| 6.  | «A Rocketship»               | Travis Andrews & Benoit Cavara     | 3:48         |
| 7.  | «Lipstick Stains»            | Jay Som                            | 1:51         |
| 8.  | «Blue»                       | Meredith Edgar                     | 2:49         |
| 9.  | «I Think You're Alright»     | Jay Som                            | 3:46         |
| 10. | «Rehearsal»                  | Cody Predum                        |              |
| 11. | «Started over Again»         | Cody Predum                        |              |

## Критика
| Сводный рейтинг    | Сводный рейтинг        |
| Агрегатор          | Оценка                 |
| ------------------ | ---------------------- |
| Metacritic         | PC: 71/100 PS5: 70/100 |
| Иноязычные издания |                        |
| Издание            | Оценка                 |
| EGM                | 3/5                    |
| Game Informer      | 7.75/10                |
| IGN                | 7/10                   |
| Jeuxvideo.com      | 15/20                  |
| PC Gamer (US)      | 73/100                 |

Оценка игры у игровой прессы была смешанной, со средней оценкой в 70 и 71 баллов из 100 возможных по данным агрегатора Metacritic для версий на ПК и PlayStation 5.
Саймон Паркин с сайта The Guardian назвал Maquette типичной представительницей жанра среди инди-игр, совмещающей высококонцептуальные головоломки с романтическим самоанализом. Как и развитие отношений, в начале цели чётко обозначены и просты в решении. По мнению критика Worth Playing, игра предлагает свежий взгляд на головоломки и успешно справляется с тем, чтобы временно погрузить игрока состояние, подобное сну.
Том Маркс с сайта IGN заметил, что хотя Maquette сами по себе ошеломляет и у неё есть несколько трюков в рукаве, она не смогла оправдать изначальные ожидания в полной мере и раскрыть потенциал своей концепции.
Эндою Фарелл с сайта PC invasion назвал Maquette игрой с потрясающей концепцией и глубоко эмоциональной и трогательной историей, но страдающей от запутанных головоломок и излишней линейности. Лоа Кресс с сайта Adventure Gamers назвала Maquette более романтической версией Superliminal. Игрой с интересной концепцией, великолепными локациямиm но с неуклюжим управлением и порой не ясной логикой головоломок.

### Стиль и сюжет
Критики похвалили представленный игровой мир, называя его сказочным, красочным, экспрессионистским, игривым, похожим на тематический парк, его архитектуру и локации разнообразными. Обозреватель IGN назвал архитектуру в игре самой красивой, что он когда либо видел в играх подобного жанра. По мнению Кресс с сайт Adventure Gamers, локации в игре отлично отражали романтический настрой сказки о влюблённых принце и принцессе.
Часть критиков похвалили музыкальное сопровождение в стиле рок и фолк и оценили звуковой дизайн, а именно звуковые эффекты от одновременного падения предмета и его увеличенной версии на заднем плане.
Оценка сюжетной линии была преимущественно положительной. Некоторые критики похвалили приятную и реалистичную любовную историю. Эндрю с сайта PC Invasion припомнил, что ни одна игра прежде не пыталась воспроизвести страх перед «американскими горками в отношениях», следующих после медового месяца. Сценарий превосходен, как будто писавший его человек сам пережил подобное. По мнению Коди Маделлин с сайта Worth Playing, игра в плане фонового рассказа о любви и разбитом сердце схожа с Florence или Sayonara Wild Hearts, при этом история по мнению Маделлин ощущается подлинной, она не скатывается в крайности, как это принято в играх подобных жанров, в ней нет смертей, трагических событий. Аудиотреки придают игре атмосферу инди-фильма. Том Маркс с сайта IGN наоборот назвал любовную историю силишкой базовым взглядом на отношения и не такой впечатляющий, как в Florence. Лора Кресс с сайта Adventure Gamers осталась недовольна историей, назвав её приторно сладкой, жеманной и жаловалась, что история отвлекала её от головоломок

### Головоломки и дизайн
Критики однозначно похвалили Maquette за её концепцию с головоломками, связанных с физикой рекурсии, сам процесс манипуляции с размерами объектов в рекурсивном пространстве доставляет удовольствие и не надоедает. Саймон Паркин с сайта The Guardian заметил, что столь простая концепций придаёт игре загадочную сложность, как и развитие отношений. Обозреватель IGN аналогично похвал игру за «феноменально умную концепцию» и заметил, что рекурсивные головоломки Maquette впечатляют даже на фоне других причудливых игр-головоломок, ломающих законы физики, вроде Portal 2, Antichamber, или Superliminal.
Основным предметом негативной критики Maquette стал дизайн её уровней и отдельных головоломок. Критики сталкивались с тем, что не могли решить головоломки из-за неочевидного способа их решения. Эндою Фарелл с сайта PC invasion на протяжении всего прохождения сталкивался с невидимыми стенами и потолками, не понимая, почему не мог дальше продвинуться. Часто было не ясно, каким образом требовалось решить головоломку, так как игра могла внезапно ограничивать игрока в попутке решить проблему «нестандартным способом». В других случаях критик не мог решить головоломку, так как используемый предмет по задумке дизайнеров не предусмотрен для её решения и для игрока это не очевидно.
Критик Worth Playing упоминал, что дизайн уровней портил платформер, так как с помощью прыжков на неровной вертикальной поверхности игрок может непреднамеренно решить головоломку и попасть в «недоступную» локацию. Из-за линейности игры, всё предметы, не связанные с текущей головоломкой остаются недоступны для взаимодействия. Критик Adventure Gamers несколько раз застревала или не могла справится с управлением.
Критики жаловались на слишком ограниченное взаимодействие с миром, его предметами, сравнивали Maquette с «симулятором ходьбы» из-за необходимости тратить много времени на перемещение, игре не хватает команды ускоренного бега. Часть критиков назвали игру слишком короткой, представитель PC Invasion назвал темп игры хорошим.